# Silanol
Silanol (také silylalkohol) je těžká, nestálá, bezbarvá hořlavá kapalina. Její vzorec je SiH3OH. Při pokojové teplotě se chová jako polární kapalina. Ze všech silanolů je nejjednodušší.
Silanol hoří na vzduchu za vzniku oxidu křemičitého a vody.
2 SiH3OH + 3 O2 → 2 SiO2 + 4 H2O
Silanoly jsou sloučeniny obsahující křemík, na který je vázána jedna nebo více hydroxylových skupin. Stejně jako silany jsou podobné alkanům, tak i silanoly jsou podobné alkanolům.
Když je hydroxylová skupina v silanolu hlavní, tvoří se názvy silanolů příponou -ol z názvů silanů. Pokud je hydroxylová skupina vedlejší, tvoří se jejich názvy pomocí přípony hydroxyl- podle substituční klasifikace. Tato pravidla jsou téměř stejná jako u alkoholů, s tím rozdílem, že se názvy nevytvářejí od alkanů, ale od silanů.

## Historie
Silanoly byly poprvé připraveny v roce 1871 německým chemikem Albertem Ladenburgem. První z nich byl triethylsilanol.

## Příprava
Silanoly jsou obvykle syntetizovány hydrolýzou halosilanů a alkosylilanů nebo aminosilanů; oxidací hydrosilanů nebo hydrolýzou arylsilanů v přítomnosti silné kyseliny.

## Vlastnosti
Silanoly se obecně velmi snadno dehydratují, mění se v disiloxany v přítomnosti kyseliny, zásady nebo dokonce tepla. Je velmi těžké je vyrobit a izolovat, protože podléhají samovolné kondenzaci. Silanoly mají vodíkové můstky v roztocích a dokonce i v krystalech. Silanoly mohou být spojovány pomocí boraxu nebo kyseliny borité k vytvoření trojrozměrných silikonových gelů.
Silanoly nejsou jen chemikáliemi, ale vznikají také na povrchu křemene. Ze strany organokovové chemie, křemen může být považován za významný ligand a používá se pro podporu katalyzátorů v mnoha chemických reakcích.